# Polyrhachis maura
Polyrhachis maura – gatunek mrówki z podrodziny Formicinae.
Gatunek ten został opisany w 2008 roku przez Rudolfa Kohouta.
Opisano tylko robotnice. Mają one ciało długości około 6–6,4 mm, ubarwione czarno z czarnymi lub ciemno rudobrązowymi odnóżami. Ich głowa jest nieproporcjonalnie duża z bardzo dużymi oczami i bez przyoczek. Nadustek ma dość płaskie żeberko środkowe i łukowatą krawędź przednią z płytkim wcięciem pośrodku. Żuwaczki zaopatrzone są w 5 zębów. Przedplecze w profilu jest wypukłe, a śródplecze płaskie. Na barkach przedplecza występują ostre zęby. Krawędzie boczne płaskiego z wierzchu pozatułowia wyciągnięte są ku tyłowi w ostre, ustawione mniej lub bardziej poziomo kolce. Stosunkowo niski pomostek ma 2 pary kolców, w tym parę ostrych kolców wstawkowych. 
Owad orientalny, znany z brunejskiego dystryktu Brunei-Muara oraz malezyjskiego stanu Johor. Robotnice łowiono wśród niskiej roślinności i na nipie krzewinkowej.